# Bay of Skaill

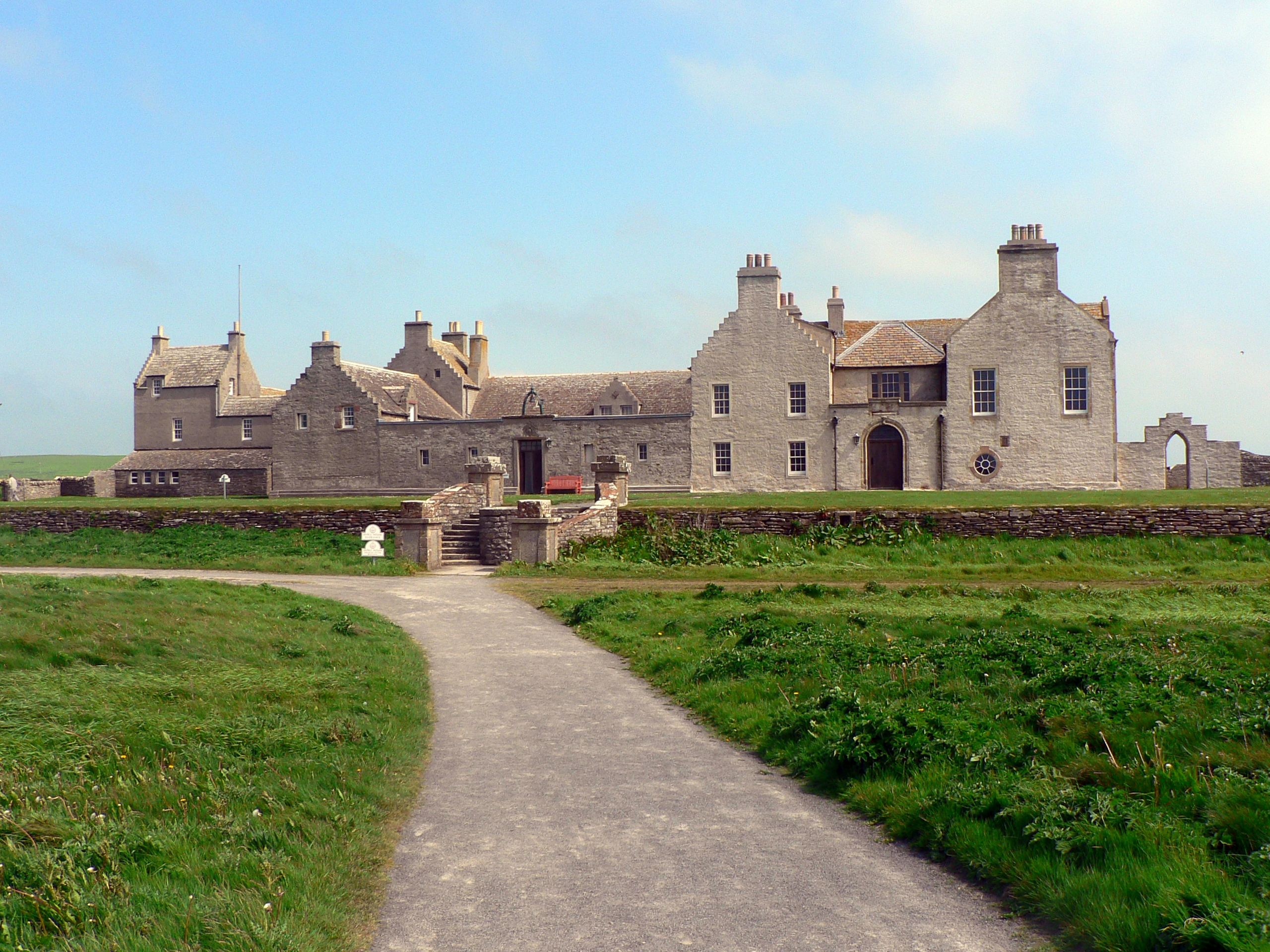
Gården Skaill House.

Bay of Skaill är en liten bukt på västkusten av ön Mainland i den skotska ögruppen Orkneyöarna. Fornminnet Skara Brae ligger i denna bukt. Det finns kopplingar mellan Bay of Skaill och kapten James Cook; bland annat var han familjebekant med lorden på gården Skaill house, där det bland utställningsföremålen finns en fin porslinsservis som tillhört James Cook.
Även arkeologiskt är området ganska intressant, eftersom en stor silverskatt hittats här. Fyndet gjordes i mars 1858 då en pojke vid namn David Linklater började gräva i jorden nära församlingskyrkan i Sandwick, ett område som redan då var förknippat med vikingarna eftersom namnet kom från sandvík, alltså helt enkelt sandvik. I varje fall blev pojken väldigt förvånad, för plötsligt grävde han fram några bitar av silver ur jorden. Fler människor kom och slutligen hade hela fyndet grävts fram, innehållande såväl mynt som bitsilver. Man avslöjade mer än hundra objekt, och det är den hittills största som hittats så långt inne i Skottland.